# Liste des voies du 7e arrondissement de Lyon

La liste des voies du 7e arrondissement de Lyon présente les différentes rues, quais, passages, montées et impasses du 7e arrondissement de la ville de Lyon, chef-lieu du département du Rhône et de la région Auvergne-Rhône-Alpes, en France.
- Haut – A
- B
- C
- D
- E
- F
- G
- H
- I
- J
- K
- L
- M
- N
- O
- P
- Q
- R
- S
- T
- U
- V
- W
- X
- Y
- Z

## A
- Rue de l'Abbé-Boisard
- Rue Abraham-Bloch
- Rue d'Aguesseau
- Rue Alexander-Fleming
- Place Alexandre-Morin
- Rue Alphonse-Daudet
- Rue Amédée-Lambert
- Rue d'Amsterdam
- Rue André-Bollier
- Berge Anna-Lindh
- Rue Anna-Marly
- Rue Anna-Politkovskaïa
- Square Annie-Goetzinger
- Place Antoinette-Fouque
- Rue Antonin-Perrin
- Rue d'Anvers
- Rue de l'Ardoise
- Square Aretha-Franklin
- Place Aristide-Briand
- Rue d'Arles
- Boulevard de l'Artillerie
- Impasse de l'Asphalte
- Rue d'Athènes
- Rue Audibert-et-Lavirotte
- Rue Auguste-Payant
- Rue d'Avignon

## B
- Rue des Balançoires
- Rue de Bâle
- Rue Bancel
- Square de Barcelone
- Rue Basse-Combalot
- Rue du Bâtonnier-Jacquier
- Quai de Beaucaire
- Rue Béchevelin
- Rue du Béguin
- Rue Benjamin-Delessert
- Avenue Berthelot
- Rue Blanche-et-Georges-Caton
- Esplanade Blandan
- Rue de Bonald
- Allée du Bon-Lait
- Rue des Bons-Enfants
- Rue du Brigadier-Voituret

## C
- Rue Camille-Desmoulins
- Rue Camille-Roy
- Quai du Canada
- Rue du Capitaine-Robert-Cluzan
- Rue Cavenne
- Rue Challemel-Lacour
- Impasse des Chalets
- Rue de Chalon-sur-Saône
- Rue Chalopin
- Boulevard Chambaud-de-la-Bruyère
- Avenue du Château-de-Gerland
- Rue Chateaubriand
- Rue Chevreul
- Rue Cicéron
- Rue Clair-Tisseur
- Quai Claude-Bernard
- Rue Claude-Boyer
- Rue Claude-Veyron
- Rue Clément-Marot
- Rue du Colombier
- Rue Crépet
- Rue Croix-Barret
- Rue de Cronstadt
- Rue du Commandant-Ayasse
- Rue de Créqui
- Rue Creuzet

## D
- Avenue Debourg
- Rue Desaugiers
- Espace Diego-Rivera
- Rue de Dijon
- Rue du Docteur-Crestin
- Rue du Docteur-Salvat
- Place des Docteurs-Charles-et-Christophe-Mérieux
- Rue de Dole
- Rue Domer
- Rue Duguesclin

## E
- Rue de l'Effort
- Rue Élie-Rochette
- Rue Elsa-Cayat
- Rue de l'Épargne
- Rue Étienne-Jayet
- Rue Étienne-Rognon
- Allée Eugénie-Niboyet
- Allée Évelyne-Pisier
- Place de l'Exposition-Internationale

## F
- Rue Faidherbe
- Passage Faugier
- Rue Félissent
- Rue Félix-Brun
- Avenue Félix-Faure
- Quai Fillon
- Allée Flora-Tristan
- Allée de Fontenay
- Rue de Fos-sur-Mer

## G
- Place Gabriel-Péri
- Rue Galland
- Pont Gallieni
- Cours Gambetta
- Rue Garibaldi
- Rue du Général-de-Miribel
- Rue George-Sand
- Rue Georges-Gouy
- Rue de Gerland
- Rue Gilbert-Dru
- Rue des Girondins
- Ruelle du Grand-Casernement
- Rue de la Grande-Famille
- Rue Grillet
- Grande rue de la Guillotière
- Pont de la Guillotière
- Rue Gustave-Nadaud

## H
- Rue Hector-Malot
- Espace Henry-Vallée
- Rue Hermann-Frenkel

## I
- Allée d'Italie

## J
- Rue Jaboulay
- Rue Jacques-Monod
- Rue Jangot
- Rue Jean-Baldassini
- Rue Jean-Boin
- Avenue Jean-François-Raclet
- Rue Jean-Gay
- Rue Jean-Grolier
- Avenue Jean-Jaurès
- Place Jean-Jaurès
- Place Jean-Macé
- Rue Jean-Marie-Chavant
- Rue Jean-Pierre-Chevrot
- Rue Jean-Vallier
- Place Jean-de-Verrazane
- Place Jonas-Salk
- Rue Jonas-Salk
- Rue Jules-Brunard
- Boulevard Jules-Carteret
- Rue Jules-Vercherin

## K
- Berge Karen-Blixen

## L
- Rue Lamothe
- Avenue Leclerc
- Allée Léopold-Sédar-Senghor
- Rue du Lieutenant-Colonel-Girard
- Allée de Lodz
- Rue Lortet
- Rue Louis-Broussas
- Rue Louis-Dansard

## M
- Rue de la Madeleine
- Place Mazagran
- Rue Mazagran
- Rue Marc-Bloch
- Rue Marcel-Mérieux
- Rue Marguerite-Higgins
- Rue de Marseille
- Rue Mathieu-Varille
- Rue Maurice-Bouchor
- Rue Maurice-Carraz
- Rue Michel-Félizat
- Rue Montesquieu
- Place de Montréal
- Allée Maryam-Mirzakhani

## N
- Rue Nellie-Bly
- Rue Nicolaï

## O
- Place Ollier

## P
- Boulevard du Parc-d'Artillerie
- Rue Parmentier
- Rue Passet
- Pont Pasteur
- Rue Pasteur
- Rue Paul-Duvivier
- Rue Paul-Massimi
- Rue Pauline-Kergomard
- Place des Pavillons
- Rue du Père-Chevrier
- Rue Pierre-Bourdeix
- Allée Pierre-de-Coubertin
- Rue Pierre-Gilles-de-Gennes
- Rue Pierre-Riboulet
- Rue Pierre-Robin
- Rue Pierre-Semard
- Avenue du Pont-Pasteur
- Place du Prado
- Rue Pré-Gaudry
- Rue du Professeur-Charles-Appleton
- Square Professeur-Galtier
- Rue du Professeur-Grignard
- Rue Professeur-Hubert-Curien
- Rue Professeur-Jean-Bernard
- Rue du Professeur-Zimmermann
- Rue Prosper-Chappet

## R
- Rue Rachais
- Rue Raoul-Servant
- Place Raspail
- Rue Raulin
- Rue Ravier
- Pont Raymond-Barre
- Rue Renan
- Square René-Bayet
- Parvis René-Descartes
- Esplanade Repos
- Rue du Repos
- Rue du Rhône
- Impasse Rival

## S
- Rue Sabine-et-Miron-Zlatin
- Rue Saint-André
- Rue de Saint-Cloud
- Rue Saint-Jean-de-Dieu
- Rue Saint-Jérôme
- Rue Saint-Lazare
- Rue Saint-Michel
- Place Saint-Louis
- Rue Salomon-Reinach
- Rue du Sauveur
- Rue Sébastien-Gryphe
- Rue Simon-Fryd
- Rue Simone-de-Beauvoir
- Rue Simone-Iff
- Place Stalingrad
- Rue de Surville

## T
- Boulevard des Tchécoslovaques
- Rue de la Thibaudière
- Avenue Tony-Garnier
- Rue de Toulon
- Rue Tourville
- Place du Traité-de-Rome
- Rue des Trois-Pierres
- Rue des Trois-Rois
- Rue de Turin

## U
- Pont de l'Université
- Rue de l'Université

## V
- Passage du Vercors
- Rue du Vercors
- Rue des Verriers
- Place Victor-Basch
- Rue Victor-Lagrange
- Rue Victorien-Sardou
- Route de Vienne

## Y
- Boulevard Yves-Farge